# Han Ahmedow
Han Ahmedow (ur. 16 czerwca 1936 we wsi Parau w Turkmeńskiej SRR, zm. 6 grudnia 2006 w Serdarze) – turkmeński polityk. Pierwszy premier Turkmenistanu od 6 grudnia 1989 do 18 maja 1992. Członek Turkmeńskiej Partii Komunistycznej przemianowanej w 1992 na Demokratyczną Partię Turkmenistanu. Zmarł na atak serca.
W latach 1954–1959 studiował w Taszkenckim Instytucie Inżynierów Transportu Kolejowego, pracował jako inżynier kolejowy w Aszchabadzie, w 1968 został zastępcą szefa Aszchabadzkiego Oddziału Kolei Środkowoazjatyckiej, później do 1980 był szefem Czardżouskiego Oddziału Kolei Środkowoazjatyckiej. Od 1963 należał do KPZR, 1980-1985 kierował Wydziałem Transportu i Łączności KC Komunistycznej Partii Turkmenistanu, od 17 stycznia 1981 do 16 grudnia 1991 był członkiem KC KPT, a od 26 października 1985 do sierpnia 1988 I sekretarzem Komitetu Miejskiego KPT w Aszchabadzie. Od 18 stycznia 1986 do 11 maja 1990 był zastępcą członka, a od 12 maja 1990 do sierpnia 1991 członkiem Biura KC KPT, od sierpnia 1988 do 1 grudnia 1989 I zastępcą przewodniczącego, a od 1 grudnia 1989 do listopada 1990 przewodniczącym Rady Ministrów Turkmeńskiej SRR. Od 13 lipca 1990 do 29 sierpnia 1991 był członkiem Centralnej Komisji Rewizyjnej KPZR, od listopada 1990 do 13 listopada 1991 premierem Turkmeńskiej SRR/Turkmenistanu, od listopada 1991 do sierpnia 1992 szefem Kolei Turkmeńskiej, od grudnia 1991 do 26 czerwca 1992 zastępcą premiera/przewodniczącego Gabinetu Ministrów Turkmenistanu i jednocześnie ministrem transportu kolejowego Turkmenistanu, a od sierpnia 1992 do 1994 ambasadorem nadzwyczajnym i pełnomocnym Turkmenistanu w Turcji. Był odznaczony Orderem Czerwonego Sztandaru Pracy i Orderem „Znak Honoru”.